# Foot Ball Club Matera 1985-1986
Questa voce raccoglie le informazioni riguardanti il Foot Ball Club Matera nelle competizioni ufficiali della stagione 1985-1986.

## Rosa
| N. |                   | Ruolo | Calciatore          |
| -- | ----------------- | ----- | ------------------- |
| -  | Italia (bandiera) | P     | Francesco Mancini   |
| -  | Italia (bandiera) | P     | Luigino Mattarollo  |
| -  | Italia (bandiera) | D     | Mario Abate         |
| -  | Italia (bandiera) | D     | Renato Angelè       |
| -  | Italia (bandiera) | D     | Marcello Chiricallo |
| -  | Italia (bandiera) | D     | Luigi De Canio      |
| -  | Italia (bandiera) | D     | Riccardo Di Bari    |
| -  | Italia (bandiera) | C     | Paolo Adorisio      |
| -  | Italia (bandiera) | C     | Alessandro Bertoia  |
| -  | Italia (bandiera) | C     | Dario Bonanni       |

| N. |                   | Ruolo | Calciatore          |
| -- | ----------------- | ----- | ------------------- |
| -  | Italia (bandiera) | C     | Mario Boncompagni   |
| -  | Italia (bandiera) | C     | Francesco Bottalico |
| -  | Italia (bandiera) | C     | Giuseppe Brescia    |
| -  | Italia (bandiera) | C     | Donato Tataranni    |
| -  | Italia (bandiera) | A     | Claudio Ciani       |
| -  | Italia (bandiera) | A     | Pasquale D'Oriano   |
| -  | Italia (bandiera) | A     | Giuseppe Innella    |
| -  | Italia (bandiera) | A     | Antonio Pepe        |
| -  | Italia (bandiera) | A     | Mauro Trentini      |
| -  | Italia (bandiera) | A     | Donato Turturiello  |

## Risultati

### Campionato

#### Girone di andata
| 1ª giornata | Foligno | 1 – 1 | Matera |  |

| 2ª giornata | Matera | 1 – 0 | Teramo |  |

| 3ª giornata | Sassuolo | 0 – 3 | Matera |  |

| 4ª giornata | Francavilla | 0 – 1 | Matera |  |

| 5ª giornata | Matera | 1 – 1 | Cesenatico |  |

| 6ª giornata | Potenza | 1 – 0 | Matera |  |

| 7ª giornata | Matera | 0 – 0 | Jesi |  |

| 8ª giornata | Maceratese | 1 – 0 | Matera |  |

| 9ª giornata | Matera | 2 – 1 | Isernia |  |

| 10ª giornata | Martina | 2 – 1 | Matera |  |

| 11ª giornata | Matera | 2 – 2 | Fidelis Andria |  |

| 12ª giornata | Forlì | 1 – 1 | Matera |  |

| 13ª giornata | Matera | 0 – 1 | Civitanovese |  |

| 14ª giornata | Ravenna | 2 – 0 | Matera |  |

| 15ª giornata | Matera | 1 – 0 | Giulianova |  |

| 16ª giornata | Angizia Luco | 2 – 0 | Matera |  |

| 17ª giornata | Matera | 1 – 0 | Pro Italia Galatina |  |

#### Girone di ritorno
| 18ª giornata | Matera | 0 – 0 | Foligno |  |

| 19ª giornata | Teramo | 2 – 0 | Matera |  |

| 20ª giornata | Matera | 0 – 0 | Sassuolo |  |

| 21ª giornata | Matera | 1 – 0 | Francavilla |  |

| 22ª giornata | Cesenatico | 2 – 0 | Matera |  |

| 23ª giornata | Matera | 1 – 0 | Potenza |  |

| 24ª giornata | Jesi | 1 – 1 | Matera |  |

| 25ª giornata | Matera | 2 – 1 | Maceratese |  |

| 26ª giornata | Isernia | 1 – 0 | Matera |  |

| 27ª giornata | Matera | 2 – 0 | Martina |  |

| 28ª giornata | Fidelis Andria | 0 – 0 | Matera |  |

| 29ª giornata | Matera | 1 – 1 | Forlì |  |

| 30ª giornata | Civitanovese | 0 – 0 | Matera |  |

| 31ª giornata | Matera | 0 – 0 | Ravenna |  |

| 32ª giornata | Giulianova | 0 – 1 | Matera |  |

| 33ª giornata | Matera | 0 – 0 | Angizia Luco |  |

| 34ª giornata | Pro Italia Galatina | 4 – 0 | Matera |  |

### Coppa Italia
|  | Matera | 0 – 2 | Rende |  |

|  | Matera | 0 – 2 | Potenza |  |

|  | Cavese | 0 – 0 | Matera |  |

|  | Rende | 1 – 1 | Matera |  |

|  | Potenza | 3 – 0 | Matera |  |

|  | Matera | 0 – 1 | Cavese |  |

## Statistiche

### Statistiche di squadra
| Competizione         | Punti | Totale | Totale | Totale | Totale | Totale | Totale |
| Competizione         | Punti | G      | V      | N      | P      | Gf     | Gs     |
| -------------------- | ----- | ------ | ------ | ------ | ------ | ------ | ------ |
| Serie C2             | 35    | 34     | 11     | 13     | 10     | 24     | 27     |
| Coppa Italia Serie C | 2     | 6      | 0      | 2      | 4      | 1      | 9      |

### Statistiche dei giocatori
| Giocatore      | Campionato | Campionato |
| Giocatore      | Pres       | Gol        |
| -------------- | ---------- | ---------- |
| M. Abate       | 32         | 0          |
| P. Adorisio    | 10         | 0          |
| R. Angelè      | 21         | 0          |
| A. Bertoia     | 29         | 5          |
| D. Bonanni     | 26         | 0          |
| M. Boncompagni | 30         | 0          |
| F. Bottalico   | 17         | 1          |
| G. Brescia     | 28         | 0          |
| M. Chiricallo  | 26         | 0          |
| C. Ciani       | 11         | 2          |
| L. De Canio    | 27         | 0          |
| R. Di Bari     | 32         | 0          |
| P. D'Oriano    | 33         | 2          |
| G. Innella     | 21         | 1          |
| F. Mancini     | 23         |            |
| L. Mattarollo  | 12         |            |
| A. Pepe        | 30         | 11         |
| D. Tataranni   | 16         | 1          |
| M. Trentini    | 10         | 0          |
| D. Turturiello | 1          | 0          |